# Nicholas Ffrost
Nicholas Ffrost (Mackay (Queensland), 14 augustus 1986) is een Australische zwemmer. Ffrost vertegenwoordigde zijn vaderland op de Olympische Zomerspelen 2008 in Peking.

## Zwemcarrière
Bij zijn internationale debuut, tijdens de Gemenebestspelen 2006 in Melbourne, eindigde Ffrost als achtste op de 200 meter vrije slag en werd hij uitgeschakeld in de series van de 400 meter vrije slag. Op de 4x200 meter vrije slag sleepte hij samen met Kenrick Monk, Andrew Mewing en Joshua Krogh de bronzen medaille in de wacht. Tijdens de wereldkampioenschappen kortebaanzwemmen 2006 in Shanghai bereikte de Australiër de achtste plaats op de 200 meter vrije slag, maar strandde hij in de series van de dubbele afstand. Samen met Andrew Mewing, Louis Paul en Grant Brits veroverde hij de zilveren medaille op de 4x200 meter vrije slag. Op de Pan Pacific kampioenschappen zwemmen 2006 in Victoria eindigde Ffrost als negende op de 200 meter vrije slag en als vijftiende op de 400 meter vrije slag, op de 50 en 100 meter vrije slag strandde hij in de series. Op de 4x200 meter vrije slag legde hij samen met Leith Brodie, Andrew Mewing en Kenrick Monk beslag op de bronzen medaille.
Op de wereldkampioenschappen zwemmen 2007, voor eigen publiek, in Melbourne zwom Ffrost alleen in de series van de 4x200 meter vrije slag, in de finale werd hij vervangen door Patrick Murphy. Murphy zwom samen met Andrew Mewing, Grant Brits en Kenrick Monk naar de tweede plaats, door deze prestatie mocht Ffrost de zilveren medaille in ontvangst nemen. 
Op de Australische zwemkampioenschappen 2008 in Sydney eindigde de Australiër als zevende op de 200 meter vrije slag, waardoor hij in eerste instantie naast een plaats in de 4x200 meter vrije slag estafette greep. Na afloop van het toernooi werd hij toch toegevoegd aan de ploeg voor de Olympische Spelen. In Peking veroverde Ffrost samen met Patrick Murphy, Grant Hackett en Grant Brits de bronzen medaille op de 4x200 meter vrije slag. 

### 2009-heden
Tijdens de wereldkampioenschappen zwemmen 2009 in Rome, Italië vormde de Australiër samen met Robert Hurley, Kirk Palmer en Tommaso D'Orsogna het Australische team in de series van de 4x200 meter vrije slag, in de finale sleepten Hurley en D'Orsogna samen met Kenrick Monk en Patrick Murphy de bronzen medaille in de wacht. Voor zijn aandeel in de series ontving Ffrost de bronzen medaille.
Op de Pan Pacific kampioenschappen zwemmen 2010 in Irvine eindigde Ffrost als tiende op de 200 meter vrije slag, op de 50 en de 100 meter vrije slag werd hij uitgeschakeld in de series. Op de 4x200 meter vrije slag legde hij samen met Thomas Fraser-Holmes, Kenrick Monk en Leith Brodie beslag op de bronzen medaille. In Delhi nam de Australiër deel aan de Gemenebestspelen 2010, op dit toernooi strandde hij in de series van de 200 meter vrije slag. Samen met Thomas Fraser-Holmes, Ryan Napoleon en Kenrick Monk veroverde hij de gouden medaille op de 4x200 meter vrije slag.

## Internationale toernooien
| Jaar | Olympische Spelen | WK langebaan                                       | WK kortebaan                                                 | PanPacs                                                                                                 | Gemenebestspelen                                             |
| ---- | ----------------- | -------------------------------------------------- | ------------------------------------------------------------ | --- | ------------------------------------------------------------ |
| 2006 |                   |                                                    | 8e 200m vrije slag · 25e 400m vrije slag · 4x200m vrije slag | 39e 50m vrije slag · 34e 100m vrije slag · 9e 200m vrije slag · 15e 400m vrije slag · 4x200m vrije slag | 8e 200m vrije slag · 11e 400m vrije slag · 4x200m vrije slag |
| 2007 |                   | 4x200m vrije slag · Ffrost zwom enkel in de series |                                                              | |                                                              |
| 2008 | 4x200m vrije slag |                                                    | geen deelname                                                | |                                                              |
| 2009 |                   | 4x200m vrije slag · Ffrost zwom enkel in de series |                                                              | |                                                              |
| 2010 |                   |                                                    | geen deelname                                                | 29e 50m vrije slag · 21e 100m vrije slag · 10e 200m vrije slag · 4x200m vrije slag                      | 10e 200m vrije slag · 4x200m vrije slag                      |

## Persoonlijke records
Bijgewerkt tot en met 19 augustus 2010

### Kortebaan
| Afstand         | Tijd    | Datum            | Plaats    |
| --------------- | ------- | ---------------- | --------- |
| 100m vrije slag | 47,97   | 17 juli 2010     | Brisbane  |
| 200m vrije slag | 1.44,43 | 16 november 2008 | Berlijn   |
| 400m vrije slag | 3.44,44 | 31 augustus 2007 | Melbourne |

### Langebaan
| Afstand         | Tijd    | Datum            | Plaats    |
| --------------- | ------- | ---------------- | --------- |
| 100m vrije slag | 49,42   | 19 augustus 2010 | Irvine    |
| 200m vrije slag | 1.46,93 | 31 juli 2009     | Rome      |
| 400m vrije slag | 3.51,93 | 30 januari 2006  | Melbourne |